# Mumins

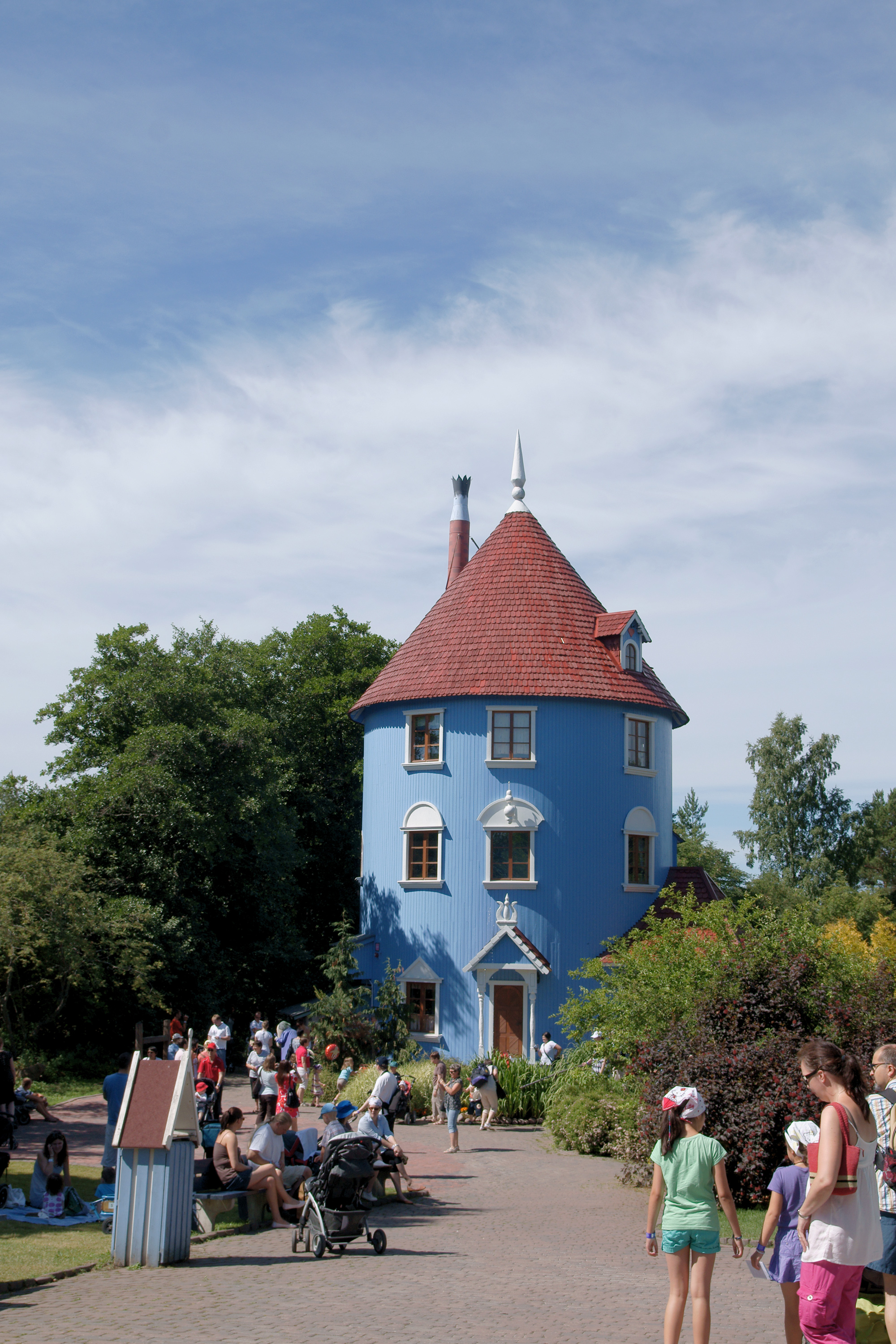
Muminhaus im finnischen Themenpark Muminwelt

Die Mumins (im schwedischen Original Mumintrollen, dt. „die Mumintrolle“) sind von der finnlandschwedischen Schriftstellerin Tove Jansson erfundene Trollwesen von nilpferdartigem Aussehen. Sie leben im idyllischen Mumintal irgendwo in Finnland. Die Mumins und die Snorks haben eine geschätzte Körpergröße von 50 cm, einen kurzen Pelz, und einen buschigen Schwanz. Sie sind gute Schwimmer, Taucher sowie auch Bootslenker.
Die ursprünglichen Mumin-Geschichten – Bücher, Bilderbücher und Comics – erlebten viele Adaptionen in Zeichentrick- und Puppenspiel-Serien sowie in Hörspielen. Die Mumin-Bücher erfreuen sich weltweit großer Popularität, wurden in über 30 Sprachen übersetzt und sichern Jansson einen Platz unter den bekanntesten skandinavischen Schriftstellern.

## Muminwerke

### Bücher

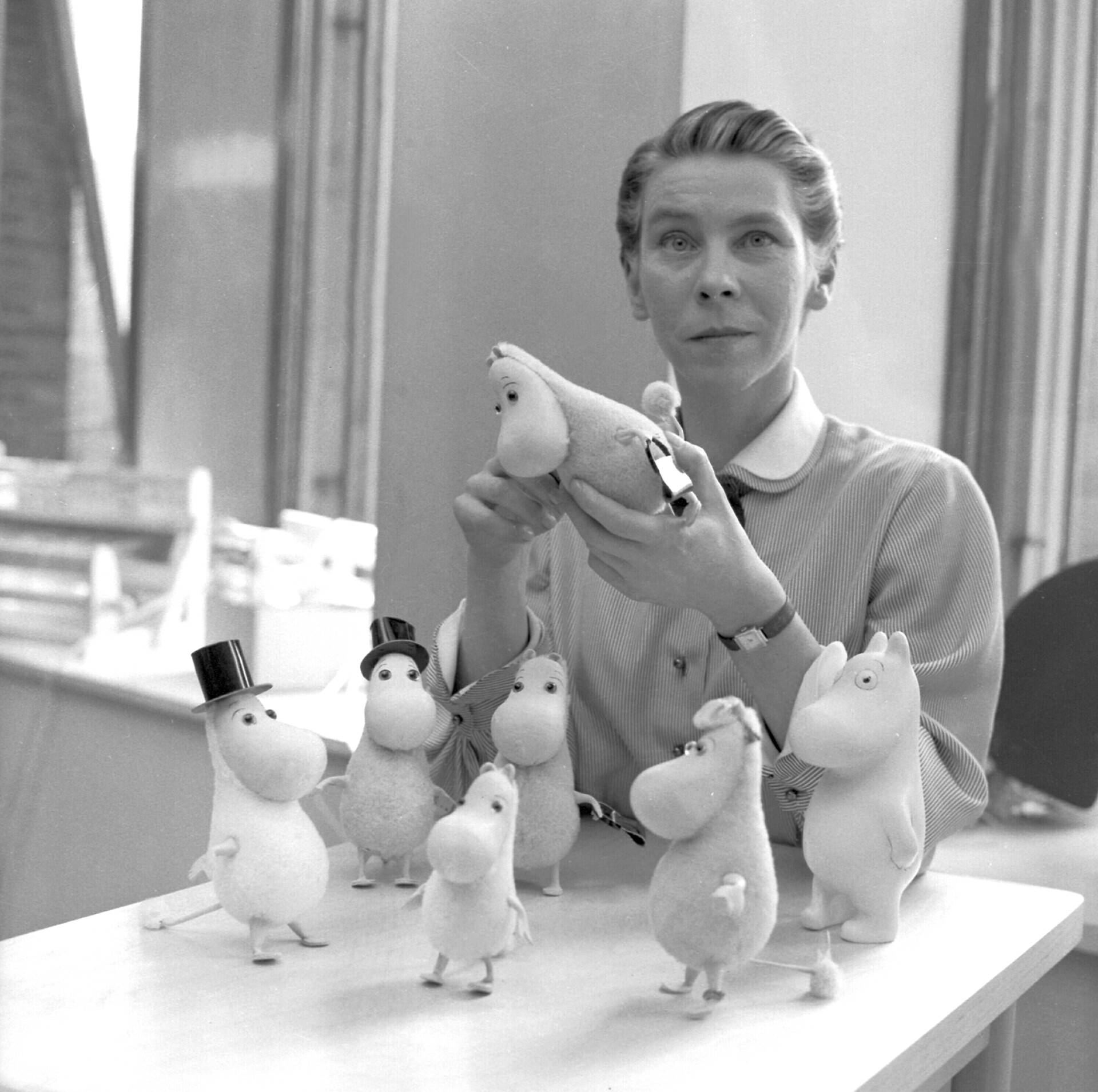
Tove Jansson mit Muminfiguren (1956)

Tove Jansson schrieb und illustrierte zwischen 1945 und 1970 neun Mumin-Bücher:
1. Mumins lange Reise (Småtrollen och den stora översvämningen, 1945)
2. Komet im Mumintal (Kometen kommer, 1946)
3. Die Mumins. Eine drollige Gesellschaft (Trollkarlens hatt, 1948)
4. Muminvaters wildbewegte Jugend (Muminpappans memoarer, 1950)
5. Sturm im Mumintal (Farlig midsommar, 1954)
6. Winter im Mumintal (Trollvinter, 1957)
7. Geschichten aus dem Mumintal (Det osynliga barnet, 1963)
8. Mumins wundersame Inselabenteuer (Pappan och havet, 1965)
9. Herbst im Mumintal (Sent i november, 1970)

Die ersten fünf hiervon können als Kinderbücher gelten; fröhliche Abenteuer-Motive bestimmen die Handlungen. Ein häufiges Motiv ist das Überstehen äußerer Bedrohungen. Der tolerante Umgang der Figuren miteinander ist dabei auch für Erwachsene relevant. Mit dem sechsten Band wendet sich die Reihe ins psychologisch beobachtende Drama, wobei die Handlung mehr und mehr ins Innere der Figuren verlegt wird. Themen sind nun innere Zwänge, Einsamkeit und das Altern. Das siebte Buch fällt formal aus dem Rahmen, da es keine durchgängige Handlung bietet, sondern aus kurzen, in sich abgeschlossenen Erzählungen besteht – eine Form, die für die nachfolgenden Erwachsenenbücher von Tove Jansson prägend werden sollte.
Parallel zu dieser literarischen verläuft die illustratorische Entwicklung: sind die Zeichnungen für die ersten Bände noch durch Aquarellflächen gekennzeichnet, herrscht in den mittleren Büchern ein Schwarzweiß-Stil vor, der einerseits durch geschlossene Linien, andererseits eine an Edward Gorey erinnernde Schraffurtechnik geprägt ist. In den letzten drei Büchern gibt der Zeichenstrich seine Geschlossenheit auf und wird immer flüchtiger und skizzenhafter.
Im deutschen Sprachraum wurden die Muminbücher ab den 1950er-Jahren bekannt. Die Erscheinungsreihenfolge deckte sich dabei nicht mit der der Originale. Außerdem wurden die Titel nicht übersetzt, sondern völlig verändert; so erhielt die Reihe eine äußerliche Serienhaftigkeit, die sie im Original eigentlich nicht hat.
Aktuell sind sämtliche Muminbücher im Arena Verlag erhältlich.

### Bilderbücher
Neben den Muminromanen und -erzählungen veröffentlichte Tove Jansson auch vier Bilderbücher:
1. Mumin sucht die kleine Mü (Hur gick det sen?, 1952)
2. Knütt findet einen Freund (Vem ska trösta Knyttet?, 1960)
3. Die wundersame Reise ins Mumintal (Den farliga Resan, 1977)
4. Überraschung im Muminhaus (Skurken i Muminhuset, 1980)

Dabei legen die ersten drei Bücher den Schwerpunkt auf die grafische Ausgestaltung (das erste integriert sogar verschieden geformte Aussparungen in die Konzeption der Seiten), während das vierte ein Fotoband ist, der in einem großen Muminhaus-Modell spielt.

### Comics
Eine erste fortlaufende Bildergeschichte mit dem Titel Mumintrollet och jordens undergång (dt. „Mumin und der Weltuntergang“) nach Motiven ihrer Erzählung Komet im Mumintal zeichnete Tove Jansson bereits 1947. Sie erschien in 25 Folgen auf der Kinderseite der Zeitung Ny Tid in Helsinki mit sechs Bildern pro wöchentliche Fortsetzung, der handgeschriebene Text befand sich unter den Bildern. Durch den Verzicht auf Sprechblasen wird die Geschichte trotz ihrer comichaften Anmutung als „Proto-Comic“ (Comicvorläufer) eingestuft.
1952 schlug die britische Zeitungsgruppe Associated Newspapers Jansson vor, einen Comicstrip mit der Muminfamilie zu produzieren. Nach über zweijähriger Vorbereitungszeit zeichnete sie schließlich zwischen 1954 und 1959 ihren täglichen Drei-Bild-Streifen für die Evening News. Die Motive entnahm sie zum Teil verändert ihren Muminbüchern – wobei etliche auch erst in späteren Büchern auftreten – und auch der aktuellen Realwelt. Außerdem steht das unterhaltende Element klar im Vordergrund. Dies führt dazu, dass die Comics nicht mit dem Kosmos der Bücher in völligem Einklang stehen.
Die wachsende Belastung durch das Zeichnen auf Termin veranlasste Tove Jansson, die Serie nach 21 Episoden an ihren Bruder Lars abzugeben, der schon seit 1957 als Szenarist an ihr beteiligt gewesen war und sie – nun auch als Zeichner – noch bis zur 73. Episode (1975) weiterführte.
Die Mumincomics wurden schnell populär: Sie erschienen in 120 Zeitungen in 40 Ländern – so auch in den 1950er- und 1960er-Jahren in vielen deutschsprachigen –, später zudem in Jugendzeitschriften (Rasselbande, Flohkiste) und Illustrierten. 1980 brachte der Bastei-Verlag eine Heftreihe heraus, in der die Comics teilweise gekürzt und textlich verändert wurden. Sie erreichten so ein Millionenpublikum, und Tove Jansson hat nie daran gezweifelt, dass es diese Comics waren, die ihre Mumins erstmals international bekannt machten.
Eine zehnbändige Gesamtausgabe, im ursprünglichen Schwarzweiß in englischer Sprache, wurde 2006 bis 2015 bei Drawn and Quarterly veröffentlicht. Acht Bände dieser Edition sind von 2008 bis 2016 bei Reprodukt auch auf Deutsch erschienen. Dort werden zudem ausgewählte Einzelepisoden im Querformat und farbig verlegt.
In Finnland wurden seit den 1990er-Jahren neue Mumincomics von anderen Zeichnern gestaltet, die aber zumeist auf Motive aus den Muminbüchern zurückgehen.

### Figuren
Folgende Wesen bevölkern den Mumin-Kosmos:
- Mumin: kindlich-sehnsüchtig und phantasievoll
- Muminpapa: mit Zylinder, sowohl bürgerlich-gesetzt als auch lausbübisch-abenteuerlustig
- Muminmama: mit Schürze und Handtasche, unerschütterlich liebend und tolerant
- Schnüferl/Sniff: naiv und tollpatschig, ängstlich aber auch neugierig, ein wieselähnlicher Troll. Ist ein wenig gierig.
- Snorkfräulein: Mumins Freundin und Bewunderin. Ihr Verhältnis ist nicht immer eindeutig: Sie verliebt sich manchmal in andere, wendet sich aber immer wieder Mumin zu, bevor es zu ernst wird; Eifersucht ist ihr aber nicht fremd.
- Snork, der Bruder des Snorkfräuleins: Er ist Erfinder, z. B. von Luftschiffen, nimmt sich aus diesem Grund oft wichtig, ist ungeduldig und organisiert mit Leidenschaft. Nur in den frühen Büchern.
- Kleine My/Klein Mü: kleinste und jüngste Tochter der Mymla, deren Geburt im Buch „Muminvaters wildbewegte Jugend“ erwähnt wird. Autonom und respektlos, durchschaut sie ihr Gegenüber meist schneller, als es diesem recht ist. Sie trägt ein rotes Kleid und feste Schuhe.
- Tochter der Mymla: die große Schwester der Kleinen My. Die Mutter der beiden taucht nur in „Muminvaters wildbewegte Jugend“ auf.
- Schnupferich/Snufkin/Mumrik/Schnüffel: bewunderter, die Freiheit liebender und Autoritäten ablehnender Freund von Mumin. Ab „Komet im Mumintal“ dabei. Ein weiterer menschenähnlicher Troll, der weite grüne Kleidung, einen Hut mit brauner Feder und einen gelben Schal trägt.
- Filifjonka: eine ganze Spezies von meist weiblichen Individuen, mager und groß gewachsen und mit spitzer Schnauze. Ein Exemplar lebt mit ihren drei Kindern in der Nähe vom Muminhaus. Sie ist sehr um das Wohlergehen und die Erziehung ihrer Kinder besorgt.
- Hemule: sind eine ganze Spezies von zumeist korrekt-zwanghaften Individuen: Briefmarkensammler, Botaniker, Parkwächter, Polizeiinspektoren. Was immer sie tun, machen sie mit größter Hingabe und Gewissenhaftigkeit. Sehen den Mumins ähnlich, sind aber wesentlich schlanker.
- Hatifnatten: kleine, spargelähnliche Gespenster, die bei Gewitter in großen Mengen auftauchen. Sie suchen die elektrische Ladung von Blitzen und sind dann selbst geladen, sodass man an ihnen einen Schlag bekommen kann. Bei Schwingungen, z. B. Erdbeben, werden sie verwirrt und ergreifen die Flucht. Sie sind schwerhörig und stark kurzsichtig, fast taubblind und verständigen sich untereinander auf nicht genau bekannte Weise.
- Bisam: ein Philosoph, der von der Sinnlosigkeit der Dinge ausgeht und Oswald Spengler liest. Er taucht in „Komet in Mumintal“ sowie in „Eine drollige Gesellschaft“ auf und lebt bei den Mumins im Haus, bis es ihm dort zu respektlos zugeht.
- Morra (auf Schwedisch Mårran, von schwedisch morra, „murren, knurren“): ein kaltes und einsames Wesen, das hin und wieder im Mumintal erscheint. Sie lässt frieren, was sie berührt (der Boden, auf dem sie länger sitzt, gefriert steinhart) und spricht selten (z. B. in „Die Mumins. Eine drollige Gesellschaft“). Die Mumintal-Bewohner haben Angst vor ihr. Sie ist schwarz, wobei der Körper nur aus Kopf besteht, der nahtlos in einen lakenartigen Körper übergeht, und zwei Armen mit Pranken. Erst in „Winter im Mumintal“, wo Mumin und Klein My das Mittwinterfest erleben, wird etwas Sympathie für Morra geweckt.
- Der Ameisenlöwe, lebt im Sand vergraben, lockt in einem Trichter im Sand die Ameisen an, um sie zu fressen, aber leider auch fast die Muminmutter.
- Tooticki: eine kluge Frau, und eine gute Freundin der Familie. Sie hat, mit ihrem blauen Hut und ihrem rot-gestreiften Hemd, einen jungenhaften Look und vermag es, alle möglichen Probleme auf vernünftige und praktische Weise zu lösen. Sie ist eine der wenigen im Mumin-Kosmos, die keinen Winterschlaf macht. Den Winter verbringt Tooticki stattdessen im gemütlichen Saunagebäude des Muminhauses. Charakter und Name Tootickis hat Tove Jansson nach ihrer Lebenspartnerin Tuulikki Pietilä erschaffen.
- Der Zauberer/Kobold: hat ein längliches, weißes Gesicht mit roten Augen, trägt einen schwarzen Mantel mit rotem Futter, einen Zylinder und reitet auf einem schwarzen Panther durch die Luft, muss stets vor Sonnenaufgang aufbrechen. Ist ständig auf der Suche nach Rubinen, besonders nach dem Königsrubin.
- Tofslan und Vifslan: zwei kleine Wesen mit rüsselähnlichen Nasen, gekleidet in kleine Mäntel. Sie besuchen die Mumins und reisen mit einem Koffer, in welchem sich ein großer Rubin befindet.

## Weiterverarbeitungen des Mumin-Stoffes

### Verfilmungen
Die Geschichten der Mumins wurden mehrfach verfilmt. Neben den Aufzeichnungen der Augsburger Puppenkiste ist die polnisch-österreichische Puppenanimations-Reihe Die Mumins aus dem Se-ma-for-Studios sehr bekannt (1978–1982); in der deutschen Fassung wurden sämtliche Figuren von Hans Clarin synchronisiert. Die ungekürzte Fassung erschien in den 2000er-Jahren auf 7 DVDs.
In den Jahren 1969 bis 1972 wurden zwei Animeserien mit 65 und 52 Folgen gedreht, die Tove Jansson jedoch nicht besonders mochte, da sie die Aussage der Ursprungsserie nicht originalgetreu umsetzten. In den Jahren 1990 bis 1992 wurden zwei weitere Animeserien (78 und 26 Folgen) inklusive des 62-minütigen Kinofilms Komet im Muminland produziert, der mit zwei anderen Filmen zusammen gezeigt wurde.
1973 wurde in Schweden eine Weihnachtsserie, Mumindalen, mit den Mumins produziert. Diese wurde als 24-teiliger Fernsehadventskalender ausgestrahlt. Die Mumins werden von Schauspielern in Kostümen dargestellt. Die Serie wurde nicht auf Deutsch synchronisiert.
2014 kam der finnisch-französische Zeichentrickfilm Muumit Rivieralla (finnisch, dt. Mumins an der Riviera) in die Kinos. Regie führten Xavier Picard und Hanna Hemilä.
Am 1. Februar 2019 wurde in Großbritannien die erste Folge der finnisch-britischen Animationsserie Moominvalley ausgestrahlt. Die Erstausstrahlung in Finnland erfolgte am 25. Februar 2019 auf dem Sender Yle TV2 unter dem finnischen Titel Muumilaakso. Am 25. November 2020 lief die Serie auf KiKA unter dem Titel Mumintal erstmals im deutschen Fernsehen.

### Marketing

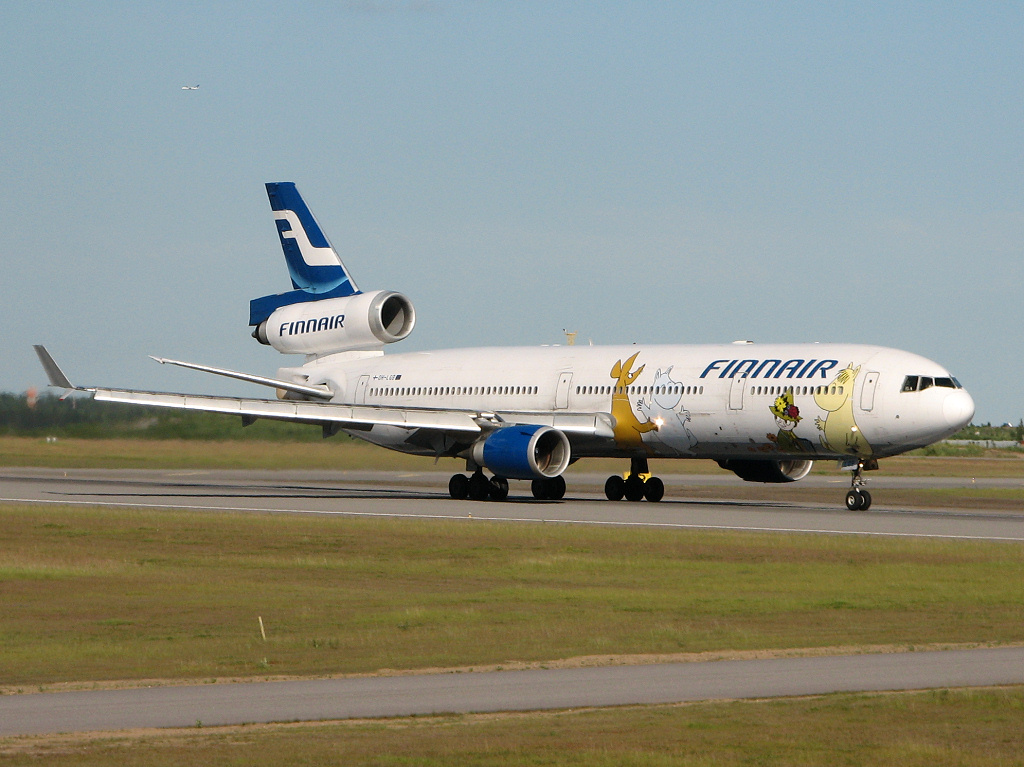
Mumins auf einem Flugzeug der Finnair

Tove Janssons Nachlass sowie die Rechte an ihren Kunstwerken, einschließlich der Figuren, verwaltet Janssons Nichte Sophia Jansson als Direktorin des Unternehmens Moomin Characters. Auch der finnlandschwedische Buchverlag Förlaget M – mit M(umin) im Namen – ist eine Gründung dieses Unternehmens.
Seit 1987 gibt es in Tampere ein Mumin-Museum. Ein Mumin-Freizeitpark (Muminwelt) befindet sich in Naantali (schwedisch Nådendal). Viele finnische Kinder wachsen bereits in einer Muminwelt auf: Die Geschöpfe aus Janssons Geschichten schmücken beträchtliche Teile finnischer Kinderprodukte. Die finnische Design-Firma Arabia hat die Geschirrgarnitur mit Muminmotiven zum Exportschlager gemacht. Die finnische Post gibt alle paar Jahre Mumin-Briefmarken heraus.

### Musik
Die schwedische Folkrock-Prog-Band Ritual verarbeiten den Stoff frei auf ihrem Album The Hemulic Voluntary Band. Die „hemulische Freiwilligenkapelle“ aus der Muminwelt wird im Titellied sowie in den Liedern A Dangerous Journey und Seasong For The Moominpappa thematisiert.
Die israelische Komponistin Chaya Czernowin greift in ihrem Werk Pilgerfahrten für Sprecher, Knabenchor und Instrumentalensemble den Mumin-Stoff auf und verbindet ihn mit Texten des Dichters Stefan George. Das Werk wurde 2007 vom Dresdner Kreuzchor uraufgeführt.
In Russland benannte sich die Rockband Mumi Troll nach der bekanntesten Figur von Tove Jansson.

### Hörspiel
Im Februar 2024 veröffentlichte der Westdeutsche Rundfunk eine Hörspiel-Serie mit zunächst sechs Folgen, die sich aus Mumins lange Reise und Komet im Mumintal zusammensetzt.